# Kiss (Band)/Diskografie
Diese Diskografie ist eine Übersicht über die musikalischen Werke der US-amerikanischen Hard-Rock-Band Kiss. Den Schallplattenauszeichnungen zufolge hat sie mehr als 30,4 Millionen Tonträger verkauft, davon alleine in ihrer Heimat über 26 Millionen. Ihre erfolgreichsten Veröffentlichungen sind die Alben Alive II und Smashes, Thrashes & Hits mit je über 2,1 Millionen verkauften Einheiten. Die Band brachte bis zum Ende der 1990er beinahe jeden Song als Doppelsingle heraus. Ebenfalls wurden auf den Singles oft Live-Versionen oder Remixe verwendet.

## Alben

### Studioalben
| Jahr | Titel                                 | Höchstplatzierung, Gesamtwochen, AuszeichnungChartplatzierungen (Jahr, Titel, Platzierungen, Wochen, Auszeichnungen, Anmerkungen) | Höchstplatzierung, Gesamtwochen, AuszeichnungChartplatzierungen (Jahr, Titel, Platzierungen, Wochen, Auszeichnungen, Anmerkungen) | Höchstplatzierung, Gesamtwochen, AuszeichnungChartplatzierungen (Jahr, Titel, Platzierungen, Wochen, Auszeichnungen, Anmerkungen) | Höchstplatzierung, Gesamtwochen, AuszeichnungChartplatzierungen (Jahr, Titel, Platzierungen, Wochen, Auszeichnungen, Anmerkungen) | Höchstplatzierung, Gesamtwochen, AuszeichnungChartplatzierungen (Jahr, Titel, Platzierungen, Wochen, Auszeichnungen, Anmerkungen) | Anmerkungen                                                                 |
| Jahr | Titel                                 | DE | AT | CH | UK | US | Anmerkungen                                                                 |
| ---- | ------------------------------------- | --- | --- | --- | --- | --- | --------------------------------------------------------------------------- |
| 1974 | Kiss                                  | — | — | — | — | US87 Gold · (23 Wo.)US | Erstveröffentlichung: 18. Februar 1974                                      |
| 1974 | Hotter than Hell                      | — | — | — | — | US100 Gold · (15 Wo.)US | Erstveröffentlichung: 22. Oktober 1974                                      |
| 1975 | Dressed to Kill                       | — | — | — | — | US32 Gold · (29 Wo.)US | Erstveröffentlichung: 19. März 1975                                         |
| 1976 | Destroyer                             | DE16 a (3 Wo.)DE | — | CH55 b (1 Wo.)CH | UK22 (5 Wo.)UK | US11 ×2Doppelplatin · (84 Wo.)US                                                                                                  | Erstveröffentlichung: 15. März 1976                                         |
| 1976 | Rock and Roll Over                    | DE39 (8 Wo.)DE | — | — | — | US11 Platin · (45 Wo.)US | Erstveröffentlichung: 11. November 1976                                     |
| 1977 | Love Gun                              | DE18 (2 Wo.)DE | — | — | — | US4 Platin · (27 Wo.)US | Erstveröffentlichung: 30. Juni 1977                                         |
| 1979 | Dynasty                               | DE8 (60 Wo.)DE | AT13 (14 Wo.)AT | — | UK50 (6 Wo.)UK | US9 Platin · (25 Wo.)US | Erstveröffentlichung: 23. Mai 1979                                          |
| 1980 | Unmasked                              | DE4 (30 Wo.)DE | AT3 (16 Wo.)AT | — | UK48 (3 Wo.)UK | US35 Gold · (14 Wo.)US | Erstveröffentlichung: 20. Mai 1980                                          |
| 1981 | Music from “The Elder”                | DE10 (18 Wo.)DE | AT12 (6 Wo.)AT | — | UK51 (3 Wo.)UK | US75 (11 Wo.)US | Erstveröffentlichung: 10. November 1981                                     |
| 1982 | Creatures of the Night                | DE42 (4 Wo.)DE | AT75 (1 Wo.)AT | CH35 (1 Wo.)CH | UK22 (4 Wo.)UK | US45 Gold · (19 Wo.)US | Erstveröffentlichung: 13. Oktober 1982 Charteinstieg in AT und CH erst 2022 |
| 1983 | Lick It Up                            | DE18 (10 Wo.)DE | AT13 (2 Wo.)AT | CH10 (7 Wo.)CH | UK7 (7 Wo.)UK | US24 Platin · (30 Wo.)US | Erstveröffentlichung: 18. September 1983                                    |
| 1984 | Animalize                             | DE25 (8 Wo.)DE | AT14 (2 Wo.)AT | CH9 (4 Wo.)CH | UK11 (4 Wo.)UK | US19 Platin · (38 Wo.)US | Erstveröffentlichung: 13. September 1984                                    |
| 1985 | Asylum                                | DE43 (4 Wo.)DE | — | CH15 (1 Wo.)CH | UK12 (3 Wo.)UK | US20 Gold · (29 Wo.)US | Erstveröffentlichung: 16. September 1985                                    |
| 1987 | Crazy Nights                          | DE44 (4 Wo.)DE | — | CH14 (7 Wo.)CH | UK4 (14 Wo.)UK | US18 Platin · (34 Wo.)US | Erstveröffentlichung: 18. September 1987                                    |
| 1989 | Hot in the Shade                      | DE46 (8 Wo.)DE | — | CH23 (3 Wo.)CH | UK35 (2 Wo.)UK | US29 Gold · (36 Wo.)US | Erstveröffentlichung: 17. Oktober 1989                                      |
| 1992 | Revenge                               | DE16 (16 Wo.)DE | AT14 (15 Wo.)AT | CH6 (11 Wo.)CH | UK10 (3 Wo.)UK | US6 Gold · (23 Wo.)US | Erstveröffentlichung: 19. Mai 1992                                          |
| 1997 | Carnival of Souls: The Final Sessions | DE36 (2 Wo.)DE | AT27 (1 Wo.)AT | — | — | US27 (4 Wo.)US | Erstveröffentlichung: 28. Oktober 1997                                      |
| 1998 | Psycho Circus                         | DE5 (6 Wo.)DE | AT25 (5 Wo.)AT | CH30 (3 Wo.)CH | UK47 (1 Wo.)UK | US3 Gold · (14 Wo.)US | Erstveröffentlichung: 22. September 1998                                    |
| 2009 | Sonic Boom                            | DE4 (9 Wo.)DE | AT6 (5 Wo.)AT | CH12 (5 Wo.)CH | UK24 (2 Wo.)UK | US2 (12 Wo.)US | Erstveröffentlichung: 6. Oktober 2009                                       |
| 2012 | Monster                               | DE6 (6 Wo.)DE | AT6 (5 Wo.)AT | CH8 (5 Wo.)CH | UK21 (2 Wo.)UK | US3 (7 Wo.)US | Erstveröffentlichung: 9. Oktober 2012                                       |

grau schraffiert: keine Chartdaten aus diesem Jahr verfügbar

### Livealben
| Jahr | Titel                                                                                | Höchstplatzierung, Gesamtwochen, AuszeichnungChartplatzierungen (Jahr, Titel, Platzierungen, Wochen, Auszeichnungen, Anmerkungen) | Höchstplatzierung, Gesamtwochen, AuszeichnungChartplatzierungen (Jahr, Titel, Platzierungen, Wochen, Auszeichnungen, Anmerkungen) | Höchstplatzierung, Gesamtwochen, AuszeichnungChartplatzierungen (Jahr, Titel, Platzierungen, Wochen, Auszeichnungen, Anmerkungen) | Höchstplatzierung, Gesamtwochen, AuszeichnungChartplatzierungen (Jahr, Titel, Platzierungen, Wochen, Auszeichnungen, Anmerkungen) | Höchstplatzierung, Gesamtwochen, AuszeichnungChartplatzierungen (Jahr, Titel, Platzierungen, Wochen, Auszeichnungen, Anmerkungen) | Anmerkungen                              |
| Jahr | Titel                                                                                | DE | AT | CH | UK | US | Anmerkungen                              |
| ---- | ------------------------------------------------------------------------------------ | --- | --- | --- | --- | --- | ---------------------------------------- |
| 1975 | Alive!                                                                               | — | — | — | UK49 (2 Wo.)UK | US9 Gold · (110 Wo.)US | Erstveröffentlichung: 10. September 1975 |
| 1977 | Alive II                                                                             | — | — | — | UK60 (1 Wo.)UK | US7 ×2Doppelplatin · (33 Wo.)US                                                                                                   | Erstveröffentlichung: 14. Oktober 1977   |
| 1993 | Alive III                                                                            | DE57 (8 Wo.)DE | AT31 (6 Wo.)AT | CH32 (2 Wo.)CH | UK24 (2 Wo.)UK | US9 Gold · (12 Wo.)US | Erstveröffentlichung: 18. Mai 1993       |
| 1996 | Kiss Unplugged                                                                       | DE47 (10 Wo.)DE | AT16 (7 Wo.)AT | CH35 (4 Wo.)CH | UK74 (1 Wo.)UK | US15 Gold · (10 Wo.)US | Erstveröffentlichung: 12. März 1996      |
| 1996 | You Wanted the Best, You Got the Best!!                                              | — | AT35 (3 Wo.)AT | — | — | US17 Gold · (11 Wo.)US | Erstveröffentlichung: 25. Juni 1996      |
| 2003 | Kiss Symphony: Alive IV                                                              | DE15 (8 Wo.)DE | AT39 (4 Wo.)AT | CH28 (6 Wo.)CH | — | US18 (4 Wo.)US | Erstveröffentlichung: 22. Juli 2003      |
| 2006 | Alive! The Millennium Concert                                                        | — | — | — | — | US167 (1 Wo.)US | Erstveröffentlichung: 21. November 2006  |
| 2016 | Kiss Rocks Vegas                                                                     | DE24 (3 Wo.)DE | AT55 (1 Wo.)AT | CH58 (1 Wo.)CH | — | — | Erstveröffentlichung: 26. August 2016    |
| 2021 | Off the Soundboard – Tokyo 2001                                                      | DE21 (1 Wo.)DE | AT50 (1 Wo.)AT | CH12 (2 Wo.)CH | — | US193 (1 Wo.)US | Erstveröffentlichung: 11. Juni 2021      |
| 2022 | Kiss Off the Soundboard – Live in Virginia Beach                                     | DE17 (1 Wo.)DE | — | CH24 (1 Wo.)CH | — | — | Erstveröffentlichung: 11. März 2022      |
| 2022 | Kiss Off the Soundboard: Live in Donington                                           | DE29 (1 Wo.)DE | — | CH59 (1 Wo.)CH | — | — | Erstveröffentlichung: 10. Juni 2022      |
| 2022 | Kiss Off the Soundboard: Veterans Memorial Auditorium Des Moines – November 29, 1977 | DE25 (1 Wo.)DE | AT69 (1 Wo.)AT | CH16 (1 Wo.)CH | — | — | Erstveröffentlichung: 9. September 2022  |
| 2023 | Kiss Off the Soundboard – Live in Poughkeepsie                                       | DE77 (1 Wo.)DE | — | CH25 (1 Wo.)CH | — | — | Erstveröffentlichung: 7. April 2023      |

grau schraffiert: keine Chartdaten aus diesem Jahr verfügbar
Weitere Livealben
- 2004: Kiss Instant Live (Amerika)
- 2008: Kiss Alive 35 (Australien, Amerika & Europa)
- 2010: Kiss Sonic Boom over Europe (Amerika & Europa)
- 2017: Live … Buenos Aires ’94
- 2022: Off the Soundboard: Live at Donington 1996

### Kompilationen
| Jahr | Titel                                       | Höchstplatzierung, Gesamtwochen, AuszeichnungChartplatzierungen (Jahr, Titel, Platzierungen, Wochen, Auszeichnungen, Anmerkungen) | Höchstplatzierung, Gesamtwochen, AuszeichnungChartplatzierungen (Jahr, Titel, Platzierungen, Wochen, Auszeichnungen, Anmerkungen) | Höchstplatzierung, Gesamtwochen, AuszeichnungChartplatzierungen (Jahr, Titel, Platzierungen, Wochen, Auszeichnungen, Anmerkungen) | Höchstplatzierung, Gesamtwochen, AuszeichnungChartplatzierungen (Jahr, Titel, Platzierungen, Wochen, Auszeichnungen, Anmerkungen) | Höchstplatzierung, Gesamtwochen, AuszeichnungChartplatzierungen (Jahr, Titel, Platzierungen, Wochen, Auszeichnungen, Anmerkungen) | Anmerkungen                                                                |
| Jahr | Titel                                       | DE | AT | CH | UK | US | Anmerkungen                                                                |
| ---- | ------------------------------------------- | --- | --- | --- | --- | --- | -------------------------------------------------------------------------- |
| 1978 | Double Platinum                             | DE26 (1 Wo.)DE | — | — | — | US22 Platin · (24 Wo.)US | Erstveröffentlichung: 2. April 1978 in Deutschland erst 2019 in den Charts |
| 1982 | Killers                                     | DE10 c (9 Wo.)DE | AT14 (6 Wo.)AT | — | UK42 (6 Wo.)UK | — | Erstveröffentlichung: 15. Juni 1982                                        |
| 1988 | Smashes, Thrashes & Hits                    | DE65 (5 Wo.)DE | — | CH29 (1 Wo.)CH | UK62 (2 Wo.)UK | US21 ×2Doppelplatin · (27 Wo.)US                                                                                                  | Erstveröffentlichung: 15. November 1988                                    |
| 1996 | Greatest Kiss                               | DE64 (12 Wo.)DE | AT40 (8 Wo.)AT | — | UK58 Gold · (2 Wo.)UK | US77 (4 Wo.)US | Erstveröffentlichung: 11. November 1996                                    |
| 2002 | The Very Best of Kiss                       | DE80 (1 Wo.)DE | — | — | — | US52 Gold · (6 Wo.)US | Erstveröffentlichung: 27. August 2002                                      |
| 2003 | The Best of Kiss: The Millennium Collection | — | — | — | — | US132 Gold · (1 Wo.)US | Erstveröffentlichung: 5. August 2003                                       |
| 2014 | Kiss 40 Years: Decades of Decibels          | — | — | CH53 (1 Wo.)CH | UK— SilberUK | US30 (2 Wo.)US | Erstveröffentlichung: 23. Mai 2014                                         |
| 2017 | Kissworld: The Best of Kiss                 | DE37 (1 Wo.)DE | — | — | UK18 Gold · (5 Wo.)UK | — | Erstveröffentlichung: 2. Juni 2017                                         |

grau schraffiert: keine Chartdaten aus diesem Jahr verfügbar
Weitere Kompilationen
- 1988: Chikara (nur in Japan)
- 2004: The Best of Kiss, Volume 2: The Millennium Collection
- 2005: Gold (nur Tracks von 1974 bis 1982)
- 2006: The Best of Kiss, Volume 3: The Millennium Collection
- 2008: Jigoku-Retsuden (inkl. DVD; nur in Japan)
- 2008: Playlist + Plus

## Singles
| Jahr | Titel Album                                                                   | Höchstplatzierung, Gesamtwochen, AuszeichnungChartplatzierungen (Jahr, Titel, Album, Platzierungen, Wochen, Auszeichnungen, Anmerkungen) | Höchstplatzierung, Gesamtwochen, AuszeichnungChartplatzierungen (Jahr, Titel, Album, Platzierungen, Wochen, Auszeichnungen, Anmerkungen) | Höchstplatzierung, Gesamtwochen, AuszeichnungChartplatzierungen (Jahr, Titel, Album, Platzierungen, Wochen, Auszeichnungen, Anmerkungen) | Höchstplatzierung, Gesamtwochen, AuszeichnungChartplatzierungen (Jahr, Titel, Album, Platzierungen, Wochen, Auszeichnungen, Anmerkungen) | Höchstplatzierung, Gesamtwochen, AuszeichnungChartplatzierungen (Jahr, Titel, Album, Platzierungen, Wochen, Auszeichnungen, Anmerkungen) | Anmerkungen                              |
| Jahr | Titel Album                                                                   | DE | AT | CH | UK | US | Anmerkungen                              |
| ---- | ----------------------------------------------------------------------------- | --- | --- | --- | --- | --- | ---------------------------------------- |
| 1974 | Kissin’ Time / Nothin’ to Lose Kiss                                           | — | — | — | — | US83 (5 Wo.)US | Erstveröffentlichung: 10. Mai 1974       |
| 1975 | Rock and Roll All Nite / Getaway Dressed to Kill                              | — | — | — | — | US68 (6 Wo.)US | Erstveröffentlichung: 2. April 1975      |
| 1975 | Rock and Roll All Nite Alive!                                                 | — | — | — | UK— SilberUK | US12 (20 Wo.)US | Erstveröffentlichung: 14. Oktober 1975   |
| 1976 | Shout It Out Loud / Sweet Pain Destroyer                                      | — | — | — | — | US31 (15 Wo.)US | Erstveröffentlichung: 1. März 1976       |
| 1976 | Flaming Youth / God of Thunder Destroyer                                      | — | — | — | — | US74 (3 Wo.)US | Erstveröffentlichung: 30. April 1976     |
| 1976 | Detroit Rock City / Beth Destroyer                                            | — | — | — | — | US44 (3 Wo.)US | Erstveröffentlichung: 28. Juli 1976      |
| 1976 | Detroit Rock City / Beth (Re-Release) Destroyer                               | — | — | — | — | US7 Gold · (18 Wo.)US | Erstveröffentlichung: 13. August 1976    |
| 1976 | Hard Luck Woman / Mr. Speed Rock and Roll Over                                | DE34 (3 Wo.)DE | — | — | — | US15 (13 Wo.)US | Erstveröffentlichung: 1. November 1976   |
| 1977 | Calling Dr. Love / Take Me Rock and Roll Over                                 | — | — | — | — | US16 (14 Wo.)US | Erstveröffentlichung: 13. Februar 1977   |
| 1977 | Christine Sixteen / Shock Me Love Gun                                         | — | — | — | — | US25 (12 Wo.)US | Erstveröffentlichung: 1. Juni 1977       |
| 1977 | Love Gun / I Stole Your Love Love Gun                                         | — | — | — | — | US61 (7 Wo.)US | Erstveröffentlichung: 31. Juli 1977      |
| 1978 | Rocket Ride / Tomorrow and Tonight (Live) Alive II                            | — | — | — | — | US39 (10 Wo.)US | Erstveröffentlichung: 22. Februar 1978   |
| 1979 | I Was Made for Lovin’ You / Hard Times Dynasty                                | DE2 Platin · (39 Wo.)DE | AT6 (20 Wo.)AT | CH2 (14 Wo.)CH | UK50 Platin · (8 Wo.)UK | US11 Gold · (16 Wo.)US | Erstveröffentlichung: 3. Mai 1979        |
| 1979 | Sure Know Something / Dirty Livin’ Dynasty                                    | DE25 (18 Wo.)DE | — | — | — | US47 (11 Wo.)US | Erstveröffentlichung: 30. September 1979 |
| 1980 | Shandi / She’s So European Unmasked                                           | DE28 (18 Wo.)DE | AT10 (10 Wo.)AT | — | — | US47 (10 Wo.)US | Erstveröffentlichung: 1. Juni 1980       |
| 1980 | Talk to Me / Naked City Unmasked                                              | DE32 (14 Wo.)DE | — | CH10 (4 Wo.)CH | — | — | Erstveröffentlichung: 24. August 1980    |
| 1980 | Tomorrow / Naked City Unmasked                                                | DE70 (3 Wo.)DE | — | — | — | — | Erstveröffentlichung: 1. November 1980   |
| 1981 | A World Without Heroes / Dark Light Music from “The Elder”                    | — | — | — | UK55 (3 Wo.)UK | US56 (9 Wo.)US | Erstveröffentlichung: 17. November 1981  |
| 1981 | I (The Oath) Music from “The Elder”                                           | DE62 (4 Wo.)DE | — | — | — | — | Erstveröffentlichung: 17. November 1981  |
| 1983 | Creatures of the Night / Rock and Roll All Nite (Live) Creatures of the Night | — | — | — | UK34 (4 Wo.)UK | — | Erstveröffentlichung: 29. April 1983     |
| 1983 | Lick It Up / Dance All Over Your Face Lick It Up                              | — | — | CH24 (2 Wo.)CH | UK31 (5 Wo.)UK | US66 (11 Wo.)US | Erstveröffentlichung: 18. September 1983 |
| 1984 | All Hell’s Breakin’ Loose / Not for the Innocent Lick It Up                   | DE71 (1 Wo.)DE | — | — | — | — | Erstveröffentlichung: 6. Februar 1984    |
| 1984 | Heaven’s on Fire / Lonely Is the Hunter Animalize                             | — | — | — | UK43 (3 Wo.)UK | US49 (10 Wo.)US | Erstveröffentlichung: 19. September 1984 |
| 1985 | Tears Are Falling / Uh! All Night Alysum                                      | — | — | — | UK57 (2 Wo.)UK | US51 (13 Wo.)US | Erstveröffentlichung: 16. September 1985 |
| 1987 | Crazy Crazy Nights / No, No, No Crazy Nights                                  | — | — | — | UK4 Gold · (10 Wo.)UK | US65 (7 Wo.)US | Erstveröffentlichung: 18. August 1987    |
| 1987 | Reason to Live / Thief in the Night Crazy Nights                              | — | — | — | UK33 (7 Wo.)UK | US64 (12 Wo.)US | Erstveröffentlichung: 1. November 1987   |
| 1988 | Turn On the Night / Hell or High Water Crazy Nights                           | — | — | — | UK41 (3 Wo.)UK | — | Erstveröffentlichung: 27. Februar 1988   |
| 1988 | Let’s Put the ’X’ in Sex / Calling Dr. Love Smashes, Thrashes & Hits          | — | — | — | — | US97 (2 Wo.)US | Erstveröffentlichung: 11. Oktober 1988   |
| 1989 | Hide Your Heart / Betrayed Hot In Shade                                       | — | — | — | UK59 (2 Wo.)UK | US66 (10 Wo.)US | Erstveröffentlichung: 17. Oktober 1989   |
| 1990 | Forever / The Street Giveth & the Street Taketh Away Hot In Shade             | — | — | — | UK65 (2 Wo.)UK | US8 (17 Wo.)US | Erstveröffentlichung: 5. Januar 1990     |
| 1990 | Rise to It / Silver Spoon Hot In Shade                                        | — | — | — | — | US81 (6 Wo.)US | Erstveröffentlichung: 1. April 1990      |
| 1991 | God Gave Rock ’n’ Roll to You II Revenge                                      | DE9 (21 Wo.)DE | AT16 (11 Wo.)AT | CH4 (14 Wo.)CH | UK4 (8 Wo.)UK | — | Erstveröffentlichung: 22. August 1991    |
| 1992 | Unholy Revenge                                                                | DE26 (7 Wo.)DE | — | — | UK26 (2 Wo.)UK | — | Erstveröffentlichung: 4. Mai 1992        |
| 1993 | I Love It Loud (Live) / Unholy (Live) Alive III                               | — | — | — | — | US22 (6 Wo.)US | Erstveröffentlichung: 8. Mai 1993        |

Weitere Singles
- 1974: Nothin’ to Lose / Love Theme from KISS
- 1974: Strutter / 100,000 Years
- 1974: Let Me Go, Rock ’n’ Roll / Hotter Than Hell
- 1975: C’mon and Love Me / Getaway
- 1977: Then She Kissed Me / Almost Human
- 1977: Shout It Out Loud (Live) / Nothin’ to Lose (Live)
- 1978: Strutter ’78 / Shock Me
- 1982: I Love It Loud
- 1982: Killer
- 1985: Thrills in the Night / Burn Bitch Burn
- 1989: (You Make Me) Rock Hard / Strutter
- 1992: Domino / Carr Jam 1981
- 1992: I Just Wanna
- 1992: Every Time I Look at You / Partners in Crime
- 1996: Rock and Roll All Night (Unplugged) / Every Time I Look at You (Unplugged)
- 1997: Jungle
- 1998: Psycho Circus / Into the Void
- 1998: You Wanted the Best
- 1998: We Are One / Psycho Circus
- 1998: I Finally Found My Way
- 2009: Say Yeah
- 2009: Modern Day Delilah
- 2011: Never Enough
- 2012: Long Way Down
- 2012: Hell or Hallelujah
- 2015: Samurai Son

## Videoalben und Musikvideos

### Videoalben
| Jahr | Titel Musiklabel                                      | Höchstplatzierung, Gesamtwochen, AuszeichnungChartplatzierungen (Jahr, Titel, Musiklabel, Platzierungen, Wochen, Auszeichnungen, Anmerkungen) | Höchstplatzierung, Gesamtwochen, AuszeichnungChartplatzierungen (Jahr, Titel, Musiklabel, Platzierungen, Wochen, Auszeichnungen, Anmerkungen) | Höchstplatzierung, Gesamtwochen, AuszeichnungChartplatzierungen (Jahr, Titel, Musiklabel, Platzierungen, Wochen, Auszeichnungen, Anmerkungen) | Höchstplatzierung, Gesamtwochen, AuszeichnungChartplatzierungen (Jahr, Titel, Musiklabel, Platzierungen, Wochen, Auszeichnungen, Anmerkungen) | Höchstplatzierung, Gesamtwochen, AuszeichnungChartplatzierungen (Jahr, Titel, Musiklabel, Platzierungen, Wochen, Auszeichnungen, Anmerkungen) | Anmerkungen                              |
| Jahr | Titel Musiklabel                                      | DE | AT | CH | UK | US | Anmerkungen                              |
| ---- | ----------------------------------------------------- | --- | --- | --- | --- | --- | ---------------------------------------- |
| 1985 | Animalize Live Uncensored Mercury Records             | — | — | — | — | US— PlatinUS | Erstveröffentlichung: 19. April 1985     |
| 1987 | Exposed PolyGram Music Video                          | — | — | — | — | US— PlatinUS | Erstveröffentlichung: 18. Mai 1987       |
| 1988 | Crazy Nights PolyGram Music Video                     | — | — | — | — | US— GoldUS | Erstveröffentlichung: 6. Juni 1988       |
| 1993 | X-treme Close-Up PolyGram Music Video                 | — | — | — | — | US— PlatinUS | Erstveröffentlichung: 18. August 1992    |
| 1993 | Kiss Konfidential PolyGram Music Video                | — | — | — | — | US— GoldUS | Erstveröffentlichung: 16. August 1993    |
| 1994 | Kiss My Ass: The Video PolyGram Music Video           | — | — | — | UK43 (1 Wo.)UK | — | Erstveröffentlichung: 13. August 1994    |
| 1996 | Kiss Unplugged PolyGram Music Video                   | — | — | — | UK14 (10 Wo.)UK | US— GoldUS | Erstveröffentlichung: 12. März 1996      |
| 1998 | Psycho Circus 3-D Video Mercury Records               | — | — | — | UK16 (2 Wo.)UK | US— PlatinUS | Erstveröffentlichung: 20. Oktober 1998   |
| 1998 | The Second Coming PolyGram Music Video                | — | — | — | UK2 (8 Wo.)UK | US— PlatinUS | Erstveröffentlichung: 24. November 1998  |
| 2003 | Kiss Symphony: The DVD Sanctuary Records              | — | — | — | — | US— ×2DoppelplatinUS | Erstveröffentlichung: 10. September 2003 |
| 2004 | 20th Century Masters – DVD Collection Mercury Records | — | — | — | — | US— GoldUS | Erstveröffentlichung: 2004               |
| 2005 | Rock the Nation Live! Image Entertainment             | — | — | CH9 (1 Wo.)CH | UK3 (4 Wo.)UK | US— ×2DoppelplatinUS | Erstveröffentlichung: 13. Dezember 2005  |
| 2006 | Kissology, Vol. 1, 1974–1977 VH1 Classic Records      | — | — | CH9 (1 Wo.)CH | UK7 (5 Wo.)UK | US— ×5FünffachplatinUS | Erstveröffentlichung: 31. Oktober 2006   |
| 2007 | Kissology, Vol. 2, 1978–1991 VH1 Classic Records      | — | — | — | UK8 (6 Wo.)UK | US— ×6SechsfachplatinUS | Erstveröffentlichung: 14. August 2007    |
| 2007 | Kissology Vol. 3: 1992–2000 VH1 Classic Records       | — | — | — | UK5 (9 Wo.)UK | US— ×8AchtfachplatinUS | Erstveröffentlichung: 18. Dezember 2007  |
| 2016 | Kiss Rocks Vegas                                      | — | — | CH1 (11 Wo.)CH | UK1 (17 Wo.)UK | — | Erstveröffentlichung: 2016               |

### Musikvideos
| Jahr | Titel                            | Regie                      |
| ---- | -------------------------------- | -------------------------- |
| 1975 | Rock and Roll All Nite           | Unknown                    |
| 1975 | C’mon and Love Me                | Unknown                    |
| 1979 | I Was Made for Lovin’ You        | John Goodhue               |
| 1979 | Sure Know Something              | John Goodhue               |
| 1980 | Shandi                           | Unknown                    |
| 1981 | A World Without Heroes           | Bruce Gowers               |
| 1981 | I                                | Unknown                    |
| 1982 | I Love It Loud                   | Paul Davey                 |
| 1983 | Lick It Up                       | Martin Kahan               |
| 1983 | All Hell’s Breakin’ Loose        | Martin Kahan               |
| 1984 | Heaven’s on Fire                 | David Lewis                |
| 1984 | Thrills in the Night             | Albie Vos                  |
| 1985 | Tears Are Falling                | David Mallet               |
| 1985 | Who Wants to Be Lonely           | David Mallet               |
| 1985 | Uh! All Night                    | David Mallet               |
| 1986 | Rock and Roll All Nite (Live)    | Claude Borenwzeig          |
| 1987 | Crazy Crazy Nights               | Jean Pellerin & Doug Freel |
| 1987 | Reason to Live                   | Marty Callner              |
| 1988 | Turn On the Night                | Marty Callner              |
| 1989 | Let’s Put the ’X’ in Sex         | Rebecca Blake              |
| 1989 | (You Make Me) Rock Hard          | Rebecca Blake              |
| 1989 | Hide Your Heart                  | Marty Callner              |
| 1989 | Rise to It                       | Mark Rezyka                |
| 1989 | Forever                          | Mark Rezyka                |
| 1991 | God Gave Rock ’n’ Roll to You II | Mark Rezyka                |
| 1992 | Unholy                           | Paul Rachman               |
| 1992 | I Just Wanna                     | Paul Rachman               |
| 1992 | Domino                           | Paul Rachman               |
| 1992 | Every Time I Look at You         | Mark Rezyka                |
| 1993 | I Love It Loud (Live)            | Joseph Young               |
| 1997 | Shout It Out Loud (Live)         | Wayne Isham                |
| 1998 | Psycho Circus                    | James Hurlburt             |
| 2009 | Modern Day Delilah               | Wayne Isham                |

## Boxsets
| Jahr | Titel                 | Höchstplatzierung, Gesamtwochen, AuszeichnungChartplatzierungen (Jahr, Titel, Platzierungen, Wochen, Auszeichnungen, Anmerkungen) | Höchstplatzierung, Gesamtwochen, AuszeichnungChartplatzierungen (Jahr, Titel, Platzierungen, Wochen, Auszeichnungen, Anmerkungen) | Höchstplatzierung, Gesamtwochen, AuszeichnungChartplatzierungen (Jahr, Titel, Platzierungen, Wochen, Auszeichnungen, Anmerkungen) | Höchstplatzierung, Gesamtwochen, AuszeichnungChartplatzierungen (Jahr, Titel, Platzierungen, Wochen, Auszeichnungen, Anmerkungen) | Höchstplatzierung, Gesamtwochen, AuszeichnungChartplatzierungen (Jahr, Titel, Platzierungen, Wochen, Auszeichnungen, Anmerkungen) | Anmerkungen                             |
| Jahr | Titel                 | DE | AT | CH | UK | US | Anmerkungen                             |
| ---- | --------------------- | --- | --- | --- | --- | --- | --------------------------------------- |
| 1976 | The Originals         | — | — | — | — | US36 (17 Wo.)US | Erstveröffentlichung: 21. Juli 1976     |
| 2001 | The Box Set           | — | — | — | — | US128 Gold · (1 Wo.)US | Erstveröffentlichung: 20. November 2001 |
| 2006 | Kiss Alive! 1975–2000 | — | — | — | — | US167 (1 Wo.)US | Erstveröffentlichung: 21. November 2006 |

grau schraffiert: keine Chartdaten aus diesem Jahr verfügbar
Weitere Boxsets
- 2005: Kiss Chronicles: 3 Classic Albums (Kiss, Hotter Than Hell & Dressed to Kill)
- 2008: Ikons (4 CDs nach den vier Bandmitgliedern benannt)
- 2012: Casablanca Singles 1974–1982

## Sonderveröffentlichungen
Soundtrackbeiträge
- 1981: Endless Love – I Was Made for Lovin’ You
- 1991: Bill & Ted’s Bogus Journey – God Gave Rock ’n’ Roll to You II
- 1993: Dazed and Confused – Rock and Roll All Nite
- 1994: Speed – Mr. Speed
- 1996: Beautiful Girls – Beth
- 1999: Detroit Rock City – Shout It Out Loud, Detroit Rock City, Nothing Can Keep Me from You
- 2000: Lucky Numbers – Heaven’s on Fire
- 2001: Wet Hot American Summer – Beth
- 2001: Rock Star – Lick It Up
- 2006: A Guide to Recognizing Your Saints – New York Groove
- 2007: Halloween – God of Thunder
- 2008: Role Models – Love Gun, Detroit Rock City, Beth (Tune of)
- 2009: Paul Blart: Mall Cop – Detroit Rock City
- 2009: I Love You, Beth Cooper – Beth
- 2010: Somewhere – Love Theme from KISS
- 2011: The Dilemma – Detroit Rock City

## Statistik

### Chartauswertung
|                     | DE     | AT     | CH     | UK     | US     |
| ------------------- | ------ | ------ | ------ | ------ | ------ |
| Nummer-eins-Alben   | DE—DE  | AT—AT  | CH—CH  | UK—UK  | US—US  |
| Top-10-Alben        | DE7DE  | AT3AT  | CH4CH  | UK3UK  | US9US  |
| Alben in den Charts | DE32DE | AT20AT | CH21CH | UK22UK | US37US |

|                       | DE     | AT    | CH    | UK     | US     |
| --------------------- | ------ | ----- | ----- | ------ | ------ |
| Nummer-eins-Singles   | DE—DE  | AT—AT | CH—CH | UK—UK  | US—US  |
| Top-10-Singles        | DE2DE  | AT2AT | CH3CH | UK2UK  | US2US  |
| Singles in den Charts | DE10DE | AT3AT | CH4CH | UK13UK | US26US |

|                          | DE    | AT    | CH    | UK    | US    |
| ------------------------ | ----- | ----- | ----- | ----- | ----- |
| Nummer-eins-Videoalben   | DE—DE | AT—AT | CH1CH | UK1UK | US—US |
| Top-10-Videoalben        | DE—DE | AT—AT | CH3CH | UK6UK | US—US |
| Videoalben in den Charts | DE—DE | AT—AT | CH3CH | UK9UK | US—US |

### Auszeichnungen für Musikverkäufe
| Goldene Schallplatte - Argentinien - 2002: für das Album The Very Best of Kiss - Australien - 1982: für das Album Killers - Brasilien - 2024: für die Single I Was Made for Lovin’ You - 2024: für die Single Rock and Roll All Nite - 2024: für das Album Destroyer - Dänemark - 2022: für die Single I Was Made for Lovin’ You - Finnland - 1985: für das Album Animalize - 1987: für das Album Crazy Nights - Japan - 2016: für die Single I Was Made for Lovin’ You (Digital) - Kanada - 1976: für das Album Alive! - 1976: für die Single Beth - 1978: für das Album Double Platinum - 1979: für die Single I Was Made for Lovin’ You Baby - 1980: für das Album Unmasked - 1984: für das Album Lick it Up - 1985: für das Album Asylum - 1992: für das Album Revenge - 1992: für das Videoalbum X-Treme Close Up - 1993: für das Album Alive III - 1994: für das Videoalbum Konfidential - 1995: für das Album Kiss - 1998: für das Album Psycho Circus - 2003: für das Album Symphony: Alive IV - Neuseeland - 2002: für das Album The Very Best of Kiss - Niederlande - 1980: für die Single I Was Made for Lovin’ You - Schweden - 1996: für das Album Greatest Kiss - 1998: für das Album Psycho Circus - Spanien - 2024: für die Single Rock and Roll All Nite | Platin-Schallplatte - Argentinien - 1996: für das Videoalbum Greatest Kiss - 2002: für das Videoalbum The Very Best of Kiss - 2003: für das Videoalbum Kiss Symphony – The DVD - Australien - 1997: für das Album Greatest Kiss - 2003: für das Videoalbum Kiss Symphony – The DVD - 2006: für das Videoalbum Kiss: Rock the Nation Live! - Italien - 2019: für die Single I Was Made for Lovin’ You - Kanada - 1978: für das Album Kiss Alive II - 1985: für das Album Animalize - 1987: für das Album Crazy Nights - 1989: für das Album Smashes, Thrashes & Hits - 1990: für das Album Hot in the Shade - 1990: für das Videoalbum Exposed - Neuseeland - 1980: für das Album Dynasty - 1980: für das Album Unmasked - 2024: für die Single Rock and Roll All Nite - Niederlande - 1980: für das Album Dynasty - Spanien - 2024: für die Single I Was Made for Lovin’ You | 2× Platin-Schallplatte - Australien - 2004: für das Videoalbum The Second Coming - Kanada - 1979: für das Album Dynasty - 2003: für das Videoalbum Kiss Symphony – The DVD - 2007: für das Videoalbum Kiss: Rock the Nation Live! - Neuseeland - 2023: für die Single I Was Made for Lovin’ You 8× Platin-Schallplatte - Kanada - 2007: für das Videoalbum Kissology Volume 1 1974–1977 |

Anmerkung: Auszeichnungen in Ländern aus den Charttabellen bzw. Chartboxen sind in ebendiesen zu finden.
| Land/RegionAuszeichnungen für Musikverkäufe (Land/Region, Auszeichnungen, Verkäufe, Quellen) | Silber     | Gold       | Platin       | Verkäufe   | Quellen                       |
| -------------------------------------------------------------------------------------------- | ---------- | ---------- | ------------ | ---------- | ----------------------------- |
| Argentinien (CAPIF)                                                                          | —          | Gold1      | 3× Platin3   | 44.000     | capif.org.arg AR2             |
| Australien (ARIA)                                                                            | —          | Gold1      | 5× Platin5   | 150.000    | aria.com.au                   |
| Brasilien (PMB)                                                                              | —          | 3× Gold3   | —            | 160.000    | pro-musicabr.org.br           |
| Dänemark (IFPI)                                                                              | —          | Gold1      | —            | 45.000     | ifpi.dk                       |
| Deutschland (BVMI)                                                                           | —          | —          | Platin1      | 600.000    | musikindustrie.de             |
| Finnland (IFPI)                                                                              | —          | 2× Gold2   | —            | 50.000     | ifpi.fi                       |
| Italien (FIMI)                                                                               | —          | —          | Platin1      | 50.000     | fimi.it                       |
| Japan (RIAJ)                                                                                 | —          | Gold1      | —            | 100.000    | riaj.or.jp                    |
| Kanada (MC)                                                                                  | —          | 14× Gold14 | 20× Platin20 | 1.490.000  | musiccanada.com               |
| Neuseeland (RMNZ)                                                                            | —          | Gold1      | 5× Platin5   | 117.500    | aotearoamusiccharts.co.nz NZ2 |
| Niederlande (NVPI)                                                                           | —          | Gold1      | Platin1      | 200.000    | nvpi.nl                       |
| Schweden (IFPI)                                                                              | —          | 2× Gold2   | —            | 80.000     | sverigetopplistan.se          |
| Spanien (Promusicae)                                                                         | —          | Gold1      | Platin1      | 90.000     | elportaldemusica.es           |
| Vereinigte Staaten (RIAA)                                                                    | —          | 22× Gold22 | 41× Platin41 | 26.000.000 | riaa.com                      |
| Vereinigtes Königreich (BPI)                                                                 | 2× Silber2 | 3× Gold3   | Platin1      | 1.460.000  | bpi.co.uk                     |
| Insgesamt                                                                                    | 2× Silber2 | 53× Gold53 | 79× Platin79 |            |                               |